# Koçkıran, Karakoyunlu
Koçkıran là một xã thuộc huyện Karakoyunlu, tỉnh Iğdır, Thổ Nhĩ Kỳ. Dân số thời điểm năm 2011 là 582 người.